# مانت درویت
مانت درویت (به انگلیسی: Mount Druitt) یک حومه شهر در استرالیا است که در نیو ساوت ولز واقع شده‌است.